# 印度谷
印度谷（Indus Vallis）是火星阿拉伯区中的的一条古河谷，其中心坐标位于北纬19.3度、西纬321.3度处，全是307公里长，以巴基斯坦的印度河所命名。河谷最西端靠近卡西尼陨击坑附近。